# Capital League 1987
La Capital League 1987 è stata la 1ª e unica edizione dell'omonimo torneo di football americano. L'anno successivo la lega si fuse con la British Gridiron Football League

## Squadre partecipanti
| Club                  | Città           | Stadio | Sponsor ufficiale | Risultato nella stagione 1986 |
| --------------------- | --------------- | ------ | ----------------- | ----------------------------- |
| Barbarians            | Islington       |        |                   |                               |
| Bexley Barons         | Swanley         |        |                   |                               |
| Brent Bandits         | Brent           |        |                   |                               |
| Chiltern Cheetahs     | Amersham        |        |                   |                               |
| Chiltern Panthers     | Hemel Hempstead |        |                   |                               |
| Croydon Coyotes       | Beckenham       |        |                   |                               |
| F-14 Tomcats          | Oxford          |        |                   |                               |
| LA Panthers           | Londra          |        |                   |                               |
| London Mets           | Watford         |        |                   |                               |
| Maidstone M20s        | Maidstone       |        |                   |                               |
| Saint Albans Kestrels | St Albans       |        |                   |                               |
| Tonbridge Tigers      | Tonbridge       |        |                   |                               |

## Stagione regolare

### Calendario

#### 1ª giornata
| 19 aprile 1987 | Bexley Barons | 24 – 14 | Chiltern Panthers |  |

#### 2ª giornata
| 3 maggio 1987 | London Mets | 12 – 26 | Barbarians |  |

| 3 maggio 1987 | Chiltern Cheetahs | 52 – 2 | Bexley Barons |  |

| 3 maggio 1987 | Tonbridge Tigers | 6 – 22 | Chiltern Panthers |  |

| 3 maggio 1987 | LA Panthers | 50 – 0 | Croydon Coyotes |  |

| 3 maggio 1987 | Saint Albans Kestrels | 56 – 0 | F-14 Tomcats |  |

#### 3ª giornata
| 10 maggio 1987 | LA Panthers | 6 – 6 | Barbarians |  |

| 10 maggio 1987 | F-14 Tomcats | 24 – 8 | Bexley Barons |  |

| 10 maggio 1987 | Chiltern Panthers | 0 – 22 | Chiltern Cheetahs |  |

| 10 maggio 1987 | Brent Bandits | 34 – 6 | London Mets |  |

| 10 maggio 1987 | Croydon Coyotes | 25 – 26 | Maidstone M20s |  |

| 10 maggio 1987 | Tonbridge Tigers | 0 – 26 | Saint Albans Kestrels |  |

#### 4ª giornata
| 17 maggio 1987 | F-14 Tomcats | 24 – 34 | Chiltern Panthers |  |

| 17 maggio 1987 | Brent Bandits | 26 – 19 | Barbarians |  |

| 17 maggio 1987 | London Mets | 54 – 0 | Maidstone M20s |  |

| 17 maggio 1987 | Chiltern Cheetahs | 0 – 38 | Saint Albans Kestrels |  |

| 17 maggio 1987 | Bexley Barons | 16 – 31 | Tonbridge Tigers |  |

#### 5ª giornata
| 24 maggio 1987 | Tonbridge Tigers | 18 – 0 | Bexley Barons |  |

| 24 maggio 1987 | F-14 Tomcats | 38 – 14 | Chiltern Cheetahs |  |

| 24 maggio 1987 | Saint Albans Kestrels | 47 – 12 | Chiltern Panthers |  |

| 24 maggio 1987 | Croydon Coyotes | 0 – 25 | LA Panthers |  |

#### 6ª giornata
| 31 maggio 1987 | Barbarians | 48 – 7 | Brent Bandits |  |

| 31 maggio 1987 | Tonbridge Tigers | 0 – 6 | Chiltern Cheetahs |  |

| 31 maggio 1987 | Maidstone M20s | 19 – 19 | Croydon Coyotes |  |

| 31 maggio 1987 | Chiltern Panthers | - – - (rinviata) | F-14 Tomcats |  |

| 31 maggio 1987 | LA Panthers | 12 – 6 | London Mets |  |

| 31 maggio 1987 | Bexley Barons | 0 – 58 | Saint Albans Kestrels |  |

#### 7ª giornata
| 14 giugno 1987 | Maidstone M20s | 0 – 50 | Barbarians |  |

| 14 giugno 1987 | Saint Albans Kestrels | 66 – 0 | Bexley Barons |  |

| 14 giugno 1987 | Chiltern Cheetahs | 15 – 0 | Chiltern Panthers |  |

| 14 giugno 1987 | London Mets | 38 – 7 | Croydon Coyotes |  |

| 14 giugno 1987 | Brent Bandits | 0 – 32 | LA Panthers |  |

| 14 giugno 1987 | F-14 Tomcats | 50 – 14 | Tonbridge Tigers |  |

#### 8ª giornata
| 21 giugno 1987 | Bexley Barons | 0 – 26 | Chiltern Cheetahs |  |

| 21 giugno 1987 | Croydon Coyotes | - – - (rinviata) | Barbarians |  |

| 21 giugno 1987 | London Mets | 8 – 28 | LA Panthers |  |

| 21 giugno 1987 | Brent Bandits | 71 – 6 | Maidstone M20s |  |

| 21 giugno 1987 | F-14 Tomcats | 12 – 12 | Saint Albans Kestrels |  |

| 21 giugno 1987 | Chiltern Panthers | 14 – 38 | Tonbridge Tigers |  |

#### 9ª giornata
| 5 luglio 1987 | Croydon Coyotes | 6 – 36 | Brent Bandits |  |

| 5 luglio 1987 | F-14 Tomcats | 30 – 19 | Chiltern Cheetahs |  |

| 5 luglio 1987 | Barbarians | 38 – 26 | LA Panthers |  |

| 5 luglio 1987 | Maidstone M20s | 0 – 28 | London Mets |  |

| 5 luglio 1987 | Saint Albans Kestrels | 32 – 0 | Tonbridge Tigers |  |

#### 10ª giornata
| 12 luglio 1987 | F-14 Tomcats | 44 – 0 | Bexley Barons |  |

| 12 luglio 1987 | London Mets | - – - (rinviata) | Brent Bandits |  |

| 12 luglio 1987 | Barbarians | 55 – 0 | Croydon Coyotes |  |

| 12 luglio 1987 | LA Panthers | 50 – 7 | Maidstone M20s |  |

| 12 luglio 1987 | Chiltern Panthers | 0 – 48 | Saint Albans Kestrels |  |

| 12 luglio 1987 | Chiltern Cheetahs | 54 – 7 | Tonbridge Tigers |  |

#### 11ª giornata
| 19 luglio 1987 | LA Panthers | 34 – 0 | Brent Bandits |  |

| 19 luglio 1987 | Croydon Coyotes | 0 – 14 | London Mets |  |

| 19 luglio 1987 | Barbarians | - – - (rinviata) | Maidstone M20s |  |

#### 12ª giornata
| 2 agosto 1987 | Chiltern Panthers | 13 – 20 | Bexley Barons |  |

| 2 agosto 1987 | Saint Albans Kestrels | 16 – 29 | Chiltern Cheetahs |  |

| 2 agosto 1987 | Brent Bandits | 44 – 2 | Croydon Coyotes |  |

| 2 agosto 1987 | Tonbridge Tigers | 0 – 30 | F-14 Tomcats |  |

| 2 agosto 1987 | Maidstone M20s | 0 – 63 | LA Panthers |  |

| 2 agosto 1987 | Barbarians | 12 – 0 | London Mets |  |

#### 13ª giornata
| 9 luglio 1987 | Maidstone M20s | 0 – 2 (a tavolino) | Brent Bandits |  |

| 9 agosto 1987 | London Mets | 6 – 20 | Brent Bandits |  |

### Classifica
La classifica della regular season è la seguente:
- PCT = percentuale di vittorie, G = partite giocate, V = partite vinte,  P = partite perse, PF = punti fatti, PS = punti subiti

#### County Division
| Pos. | Squadra               | PCT  | G  | V | N | P | PF  | PS  |
| ---- | --------------------- | ---- | -- | - | - | - | --- | --- |
| 1    | Saint Albans Kestrels | .850 | 10 | 8 | 1 | 1 | 392 | 53  |
| 2    | F-14 Tomcats          | .750 | 10 | 7 | 1 | 2 | 252 | 157 |
| 3    | Chiltern Cheetahs     | .700 | 10 | 7 | 0 | 3 | 237 | 131 |
| 4    | Chiltern Panthers     | .300 | 10 | 3 | 0 | 7 | 135 | 228 |
| 5    | Tonbridge Tigers      | .200 | 10 | 2 | 0 | 8 | 88  | 276 |
| 6    | Bexley Barons         | .200 | 10 | 2 | 0 | 8 | 70  | 339 |

#### City Division
| Pos. | Squadra         | PCT  | G  | V | N | P | PF  | PS  |
| ---- | --------------- | ---- | -- | - | - | - | --- | --- |
| 1    | LA Panthers     | .850 | 10 | 8 | 1 | 1 | 326 | 65  |
| 2    | Barbarians      | .813 | 8  | 6 | 1 | 1 | 254 | 77  |
| 3    | Brent Bandits   | .600 | 10 | 6 | 0 | 4 | 233 | 166 |
| 4    | London Mets     | .400 | 10 | 4 | 0 | 6 | 172 | 139 |
| 5    | Maidstone M20s  | .167 | 9  | 1 | 1 | 7 | 58  | 362 |
| 6    | Croydon Coyotes | .056 | 9  | 0 | 1 | 8 | 59  | 307 |

## Playoff

### Tabellone
|  | Semifinali | Semifinali            | Semifinali |                       |    | I Capital Bowl | I Capital Bowl | I Capital Bowl |  |
|  |            |                       |            |                       |    |                |                |                |  |
|  | 1O         | LA Panthers           | 25         |                       |    |                |                |                |  |
|  | 1O         | LA Panthers           | 25         |                       |    |                |                |                |  |
|  | 2E         | F-14 Tomcats          | 6          |                       |    |                |                |                |  |
|  | 2E         | F-14 Tomcats          | 6          |                       | 1O | LA Panthers    | 22             |                |  |
|  |            |                       |            |                       | 1O | LA Panthers    | 22             |                |  |
|  |            |                       | 1E         | Saint Albans Kestrels | 20 |                |                |                |  |
|  | 1E         | Saint Albans Kestrels | 1E         | Saint Albans Kestrels | 20 | 33             |                |                |  |
|  | 1E         | Saint Albans Kestrels |            |                       |    |                |                |                |  |
|  | 2O         | Brent Bandits         | 8          |                       |    |                |                |                |  |

### Semifinali
| 11 agosto 1987 | Saint Albans Kestrels | 33 – 8 | Brent Bandits |  |

| 18 agosto 1987 | LA Panthers | 25 – 6 | F-14 Tomcats |  |

### I Capital Bowl
| Brent 23 agosto 1987 | LA Panthers | 22 – 20 | Saint Albans Kestrels |  |

## Verdetti
- LA Panthers vincitori del Capital Bowl 1987